# Dehu Road
Dehu Road ist ein Cantonment im indischen Bundesstaat Maharashtra.
Die Siedlung ist Teil des Distrikts Pune. Dehu Road hat den Status eines Cantonment Board. Die Stadt ist in 7 Wards gegliedert. Sie hatte am Stichtag der Volkszählung 2011 insgesamt 48.961 Einwohner, von denen 25.971 Männer und 22.990 Frauen waren. Hindus bilden mit einem Anteil von ca. 79 % die größte Gruppe der Bevölkerung in der Stadt gefolgt von Muslimen mit ca. 9 % sowie Christen und Buddhisten mit jeweils ca. 5 %. Die Alphabetisierungsrate lag 2011 bei 90,96 %.
Da die Dehu Road ein Cantonment ist, befinden sich hier Büros der Zentralregierungsabteilungen, insbesondere in den Bereichen Militär und Verteidigung. Die Stadt verfügt über einen eigenen Bahnhof und befindet sich nahe dem Mumbai Pune Expressway.